# Shilipu (socken i Kina, Hebei)
Shilipu (kinesiska: 十里铺乡, 十里铺) är en socken i Kina. Den ligger i provinsen Hebei, i den norra delen av landet, omkring 230 kilometer öster om huvudstaden Peking.
Genomsnittlig årsnederbörd är 771 millimeter. Den regnigaste månaden är augusti, med i genomsnitt 202 mm nederbörd, och den torraste är januari, med 3 mm nederbörd.